# Massacro di Mahshahr
Con Massacro di Mahshahr ci si riferisce all'uccisione di massa di manifestanti avvenuta tra il 16 e il 20 novembre 2020 nella città iraniana di Mahshahr, ad opera dei pasdaran.
Parte delle più estese proteste scoppiate in tutto l'Iran il 15 novembre 2019, in seguito all'annuncio del governo di un improvviso aumento del prezzo della benzina, con oltre 100 città insorte a livello nazionale. Le proteste hanno poi inglobato la generale opposizione contro il leader supremo Ali Khamenei e il governo in carica.

## La repressione
Il consenso alle manifestazioni fu particolarmente elevato, tanto che gran parte della città era già sotto il loro controllo dopo i primi giorni.
Le forze di sicurezza si scontrarono con i manifestanti a Mahshahr il 16 e 17 novembre e tentarono di sopprimere le proteste tra il 16 e il 18 novembre nei sobborghi di Sarbandar e Jarahi.
130+
Il New York Times, intervistando residenti, giornalisti e un'infermiera presso l'ospedale dove sono state curate le vittime della repressione, riporta l'arrivo di un vasto numero di guardie rivoluzionarie il 18 novembre. Secondo il NYT, le forze della IRGC entrarono a Shahrak Chamran, un sobborgo di Mahshahr, e spararono indiscriminatamente contro i manifestanti, spesso mortalmente. Altri manifestanti si riunirono in una zona paludosa vicino al luogo dell'uccisione iniziale. Un manifestante, "apparentemente armato di un AK-47", secondo il New York Times, ha aperto il fuoco verso le guardie rivoluzionarie.
Le guardie rivoluzionarie hanno risposto immediatamente circondando i manifestanti nella palude e sparando loro con mitragliatrici, uccidendone almeno 100. Le guardie portarono via i morti su un camion e se ne andarono, mentre le famiglie dei sopravvissuti li portarono all'Ospedale Memko.
I media statali iraniani hanno descritto i manifestanti come "separatisti dotati di armi semi-pesanti."
Un secondo scontro letale ebbe luogo nel distretto di Shahrak Taleghani il 19 novembre, in cui le Guardie rivoluzionarie arrivarono su carri armati e condussero una battaglia di ore contro i cittadini locali. Un alto comandante della IRGC fu ucciso. Un'infermiera ha dichiarato al New York Times che aveva curato persone ferite in battaglia e la maggior parte aveva ferite da arma da fuoco alla testa e al petto. Alcuni dei manifestanti sopravvissuti furono poi arrestati in ospedale.

## Vittime
I primi rapporti di Mahshahr riportano oltre 130 manifestanti uccisi dalle forze di sicurezza nei tre giorni di combattimento.
Il rapporto del New York Times, pubblicato due settimane dopo l'incidente, indicava tra i 40 e i 100 manifestanti uccisi a Mahshahr e nei suoi sobborghi.
Il 17 dicembre 2019, un anonimo funzionario della provincia delì Khūzestān riportò a IranWire la cifra di 148 manifestanti uccisi.